# 金夏战争
金夏战争是西夏与金朝的战争，集中在金朝初期和金朝后期。
1124年（夏崇宗元德六年、金太宗天会二年）五月，辽金战争，金朝侵入西夏领地。夏金第一次天德军之役，西夏获胜。六月宜水野谷之役、八月第二次天德军之役，西夏惨败。西夏随后调整了对金的外交政策，向金派出使者庆贺，向金朝朝贡。建立了13世纪初，蒙金战争开始，西夏不再向金朝朝贡，夏神宗派兵攻金，爆发战争。在夏献宗即位后，恢复联合金朝抗击蒙古的政策。